# Liste der Kulturdenkmale in Bornhöved
In der Liste der Kulturdenkmale in Bornhöved sind alle Kulturdenkmale der schleswig-holsteinischen Gemeinde Bornhöved (Kreis Segeberg) aufgelistet (Stand: 10. März 2025).

## Legende
In den Spalten befinden sich folgende Informationen:
- Objekt-ID: die Nummer des Kulturdenkmales
- Lage: die Adresse des Kulturdenkmales und die geographischen Koordinaten. Kartenansicht, um Koordinaten zu setzen. In der Kartenansicht sind Kulturdenkmale ohne Koordinaten mit einem roten Marker dargestellt und können in der Karte gesetzt werden. Kulturdenkmale ohne Bild sind mit einem blauen Marker gekennzeichnet, Kulturdenkmale mit Bild mit einem grünen Marker.
- Offizielle Bezeichnung: Bezeichnung des Kulturdenkmales
- Beschreibung: die Beschreibung des Kulturdenkmales
- Bild: ein Bild des Kulturdenkmales

## Sachgesamtheiten
| Objekt-ID      | Lage                                                     | Offizielle Bezeichnung   | Beschreibung | Bild                             |
| -------------- | -------------------------------------------------------- | ------------------------ | --- | -------------------------------- |
| 41003 Wikidata | Kirchstraße 4, Kirchstraße (54° 4′ 11″ N, 10° 13′ 44″ O) | Vicelinkirche St. Jacobi | Aktualisierung vorgesehen - Begründung: geschichtlich, künstlerisch, städtebaulich, Kulturlandschaft prägend - Schutzumfang: Vicelinkirche St. Jakobi mit Ausstattung, Alter Kirchhof, Grabmale bis 1870, Granitböschungsmauer, eiserne Pforte mit Gitterzaun, Granittreppen-Zugänge (Kirchstraße); Pastorat (Kirchstraße 4) | weitere Fotos \| Fotos hochladen |

## Bauliche Anlagen
| Objekt-ID     | Lage                                        | Offizielle Bezeichnung                   | Beschreibung | Bild                             |
| ------------- | ------------------------------------------- | ---------------------------------------- | --- | -------------------------------- |
| 8426 Wikidata | Kieler Tor (54° 4′ 33″ N, 10° 13′ 47″ O)    | Friedhofskapelle                         | Erbaut wurde die Kapelle 1876 auf dem neuen Friedhof. Über dem Eingang ist die Innenschrift: "Sterben wir, so sterben wir dem Herrn. (Römer 14,7-9)" zu finden. Alteintragung (Aktualisierung vorgesehen) - Begründung: geschichtlich, künstlerisch - Schutzumfang: Alteintragung (Aktualisierung vorgesehen) - Denkmaltyp: Bauliche Anlage   | weitere Fotos \| Fotos hochladen |
| 7275 Wikidata | Kirchstraße 4 (54° 4′ 11″ N, 10° 13′ 46″ O) | Pastorat                                 | Erbaut wurde das Pastorat 1842. Das Gebäude wird immer noch in dieser Funktion genutzt.(2015-10); Alteintragung (Aktualisierung vorgesehen) - Begründung: geschichtlich, städtebaulich - Schutzumfang: Alteintragung (Aktualisierung vorgesehen) - Denkmaltyp: Bauliche Anlage, Sachgesamtheit: Vicelinkirche St. Jakobi                      | Fotos hochladen                  |
| 2401 Wikidata | Kirchstraße (54° 4′ 12″ N, 10° 13′ 42″ O)   | Vicelinkirche St. Jacobi mit Ausstattung | Die Feldsteinkirche wurde 1150 geweiht. Die Sakristei wurde 1739 erbaut. Alteintragung (Aktualisierung vorgesehen) - Begründung: geschichtlich, künstlerisch, städtebaulich - Schutzumfang: Alteintragung (Aktualisierung vorgesehen) - Denkmaltyp: Bauliche Anlage, Sachgesamtheit: Vicelinkirche St. Jakobi                                 | weitere Fotos \| Fotos hochladen |
| 26601         | Kuhberg 5 (54° 4′ 10″ N, 10° 13′ 34″ O)     | Fachhallenkate                           | Fachhallenkate; 1819; ehem. Achtelhufe, bis 1952 Rauchhaus, seit 2010 Heimatmuseum; eingeschossiger, giebelständiger Fachwerkbau mit reetgedecktem Halbwalmdach, Inschriftenbalken über der ehem. Grootdör - Begründung: geschichtlich, städtebaulich, Kulturlandschaft prägend - Schutzumfang: gesamtes Objekt - Denkmaltyp: Bauliche Anlage | BW                               |

## Gründenkmale
| Objekt-ID      | Lage                                           | Offizielle Bezeichnung | Beschreibung | Bild            |
| -------------- | ---------------------------------------------- | ---------------------- | --- | --------------- |
| 27218          | Graf-Adolf-Platz (54° 4′ 10″ N, 10° 13′ 37″ O) | Dorfanger              | Dorfanger Bornhöved; im Kern mittelalterlich; in der Ortsmitte gelegener Platz von zehn Linden umstanden, Aufreihung von drei Denkmälern - Begründung: geschichtlich, städtebaulich - Schutzumfang: Dorfanger, Lindenkranz, Doppeleiche mit Gedenkstein, Adolfsdenkmal, Friedenseiche mit Gedenkstein - Denkmaltyp: Gründenkmal | Fotos hochladen |
| 22007 Wikidata | Kirchstraße (54° 4′ 11″ N, 10° 13′ 42″ O)      | Alter Kirchhof         | Alteintragung (Aktualisierung vorgesehen) - Begründung: geschichtlich, Kulturlandschaft prägend - Schutzumfang: Alter Kirchhof, Grabmale bis 1870, Granitböschungsmauer, eiserne Pforte mit Gitterzaun, Granittreppen-Zugänge - Denkmaltyp: Gründenkmal, Sachgesamtheit: Vicelinkirche St. Jakobi                               | Fotos hochladen |

## Quelle
- Liste der Kulturdenkmale in Schleswig-Holstein – Kreis Segeberg

- Karte mit allen Koordinaten:
- OSM |
- WikiMap